# Zuzanna Lit
Zuzanna Lit (również jako Zuzanna Pawlak, ur. 7 września 1994 w Warszawie) – polska aktorka telewizyjna i teatralna.

## Kariera
Na ekranie zadebiutowała w 2011, grając koleżankę Tomka w serialu TVP2 Rodzinka.pl. W 2019 roku ukończyła studia na wydziale aktorskim w Państwowej Wyższej Szkole Filmowej, Telewizyjnej i Teatralnej im. Leona Schillera w Łodzi. W tym samym roku dostała angaż do roli Kazimiery Radlicy w serialu TVP2 Na dobre i na złe.

## Filmografia
| Filmy |               |                   |                      |
| Rok   | Tytuł         | Rola              | Uwagi                |
| 2013  | Strażnicy     |                   | film krótkometrażowy |
| 2015  | Nocne marki   | koleżanka z pracy | etiuda szkolna       |
| 2017  | Zwyciężyłam   |                   |                      |
| 2017  | Nieodwracalne |                   | etiuda szkolna       |
| 2017  | Dreamland     |                   | etiuda szkolna       |
| 2018  | Monument      | dziewczyna        |                      |
| 2019  | Polskie złoto | Halina Konopacka  | film krótkometrażowy |
| 2020  | Polot         | rozwódka          |                      |

| Produkcje telewizyjne |                   |                                  |                                                            |
| Rok                   | Tytuł             | Rola                             | Uwagi                                                      |
| 2011–2012             | Rodzinka.pl       | Julia, koleżanka Tomka           | serial telewizyjny, odcinki: 52, 53                        |
| 2014–2015             | Barwy szczęścia   | klientka                         | serial telewizyjny, odcinki: 1190, 1154, 1250              |
| 2015                  | Strażacy          | dziewczyna w samolocie           | serial telewizyjny, odcinek: 3                             |
| 2015                  | Na Wspólnej       | Aldona                           | serial telewizyjny, odcinek: 1952                          |
| 2016                  | Ojciec Mateusz    | Kasia Wronkowska                 | serial telewizyjny, odcinek: 199                           |
| 2016                  | Komisja morderstw | Abigail Roth w młodości          | serial telewizyjny, odcinek: 9                             |
| 2017                  | Komisarz Alex     | Barbara Krasińska                | serial telewizyjny, odcinek: 111                           |
| 2017                  | Dziewczyny 3.0    | Małgosia                         | serial internetowy                                         |
| 2017                  | Druga szansa      | Aśka, konsultantka Avonu         | serial telewizyjny, odcinek: 48                            |
| 2018–2019             | Ślad              | podkomisarz Ilona Andrzejewska   | serial telewizyjny                                         |
| 2019                  | Stulecie Winnych  | Katarzyna Winna, żona Stanisława | serial telewizyjny, odcinki: 1, 5, 13                      |
| 2019–2021             | Na dobre i na złe | Kazimiera Radlica                | serial telewizyjny                                         |
| 2019–2021             | Zakochani po uszy | Wiki Bugajska                    | serial telewizyjny                                         |
| 2019–2021             | Domowe rozgrywki  | Maja, sąsiadka Czechoskich       | serial telewizyjny, odcinki: 6, 9, 10, 12-16, 18-21        |
| 2021                  | Ojciec Mateusz    | Weronika Malinowska              | serial telewizyjny, odcinek: 322; niewymieniona w napisach |
| 2022                  | Komisarz Mama     | Kamila Kowalczyk                 | serial telewizyjny, odcinek: 19                            |

| Dubbing |                             |          |       |
| Rok     | Tytuł                       | Rola     | Uwagi |
| 2019    | High School Musical: Serial | Kourtney |       |